# Olympische Sommerspiele 1992/Teilnehmer (Polen)
| Gelbes Symbol für Goldmedaillen mit stilisierten Olympischen Ringen | Graues Symbol für Silbermedaillen mit stilisierten Olympischen Ringen | Braundes Symbol für Bronzemedaillen mit stilisierten Olympischen Ringen |
| ------------------------------------------------------------------- | --------------------------------------------------------------------- | ----------------------------------------------------------------------- |
| 3                                                                   | 6                                                                     | 10                                                                      |

Polen nahm an den Olympischen Sommerspielen 1992 in Barcelona mit einer Delegation von 201 Athleten (149 Männer und 52 Frauen) an 136 Wettkämpfen in 21 Sportarten teil. Fahnenträger bei der Eröffnungsfeier war der Judoka Waldemar Legień.

## Teilnehmer nach Sportarten

### Badminton
| Männer - Jacek Hankiewicz Einzel: 1. Runde | Frauen - Bożena Bąk Einzel: 2. Runde Doppel: 2. Runde - Bożena Haracz Doppel: 1. Runde - Katarzyna Krasowska Einzel: 2. Runde - Beata Syta Doppel: 1. Runde - Wioletta Wilk Einzel: 1. Runde Doppel: 2. Runde |

### Bogenschießen
| Männer - Jacek Gilewski Einzel: 36. Platz Mannschaft: 10. Platz - Konrad Kwiecień Einzel: 44. Platz Mannschaft: 10. Platz - Sławomir Napłoszek Einzel: 54. Platz Mannschaft: 10. Platz | Frauen - Edyta Korotkin Einzel: 32. Platz Mannschaft: 16. Platz - Joanna Nowicka Einzel: 10. Platz Mannschaft: 16. Platz - Iwona Okrzesik Einzel: 50. Platz Mannschaft: 16. Platz |

### Boxen
Männer
- Wojciech Bartnik
Halbschwergewicht: Bronze

- Robert Buda
Mittelgewicht: 1. Runde

- Robert Ciba
Bantamgewicht: 1. Runde

- Wiesław Małyszko
Weltergewicht: 1. Runde

- Leszek Olszewski
Fliegengewicht: 1. Runde

- Krzysztof Rojek
Schwergewicht: 1. Runde

- Andrzej Rżany
Halbfliegengewicht: 1. Runde

- Dariusz Snarski
Leichtgewicht: 2. Runde

### Fechten
| Männer - Maciej Ciszewski Degen, Einzel: 37. Platz Degen, Mannschaft: 12. Platz - Witold Gadomski Degen, Einzel: 56. Platz Degen, Mannschaft: 12. Platz - Marek Gniewkowski Säbel, Einzel: 19. Platz Säbel, Mannschaft: 6. Platz - Norbert Jaskot Säbel, Mannschaft: 6. Platz - Piotr Kiełpikowski Florett, Einzel: 15. Platz Florett, Mannschaft: Bronze - Jarosław Kisiel Säbel, Mannschaft: 6. Platz - Robert Kościelniakowski Säbel, Einzel: 7. Platz Säbel, Mannschaft: 6. Platz - Adam Krzesiński Florett, Einzel: 44. Platz Florett, Mannschaft: Bronze - Sławomir Nawrocki Degen, Einzel: 32. Platz Degen, Mannschaft: 12. Platz - Janusz Olech Säbel, Einzel: 12. Platz Säbel, Mannschaft: 6. Platz - Cezary Siess Florett, Mannschaft: Bronze - Ryszard Sobczak Florett, Mannschaft: Bronze - Marek Stępień Degen, Mannschaft: 12. Platz - Marian Sypniewski Florett, Einzel: 6. Platz Florett, Mannschaft: Bronze - Sławomir Zwierzyński Degen, Mannschaft: 12. Platz | Frauen - Katarzyna Felusiak Florett, Mannschaft: 8. Platz - Monika Maciejewska Florett, Einzel: 27. Platz Florett, Mannschaft: 8. Platz - Anna Sobczak Florett, Einzel: 11. Platz Florett, Mannschaft: 8. Platz - Agnieszka Szuchnicka Florett, Mannschaft: 8. Platz - Barbara Wolnicka-Szewczyk Florett, Einzel: 20. Platz Florett, Mannschaft: 8. Platz |

### Fußball
Männer
- Silber

- Kader
  - Tor

1 Aleksander Kłak
12 Arkadiusz Onyszko
  - Abwehr

2 Marcin Jałocha
3 Tomasz Łapiński
4 Marek Koźmiński
5 Tomasz Wałdoch
14 Marek Bajor
  - Mittelfeld

6 Dariusz Gęsior
7 Piotr Świerczewski
8 Dariusz Adamczuk
10 Jerzy Brzęczek
13 Ryszard Staniek
17 Dariusz Szubert
18 Tomasz Wieszczycki
19 Dariusz Koseła
  - Sturm

9 Grzegorz Mielcarski
11 Andrzej Juskowiak
15 Andrzej Kobylański
16 Mirosław Waligóra
20 Wojciech Kowalczyk

### Gewichtheben
Männer
- Piotr Banaszak
II. Schwergewicht: DNF

- Włodzimierz Chlebosz
Mittelgewicht: 7. Platz

- Andrzej Cofalik
Leichtschwergewicht: 10. Platz

- Marek Gorzelniak
Bantamgewicht: 8. Platz

- Andrzej Kozłowski
Mittelgewicht: 4. Platz

- Waldemar Malak
I. Schwergewicht: Bronze

- Dariusz Osuch
II. Schwergewicht: 5. Platz

- Krzysztof Siemion
Leichtschwergewicht: Silber

- Sergiusz Wołczaniecki
Mittelschwergewicht: Bronze

### Judo
| Männer - Wiesław Błach Leichtgewicht: 7. Platz - Krzysztof Kamiński Halbmittelgewicht: 18. Platz - Piotr Kamrowski Ultraleichtgewicht: 9. Platz - Rafał Kubacki Schwergewicht: 9. Platz - Waldemar Legień Mittelgewicht: Gold - Paweł Nastula Halbschwergewicht: 5. Platz | Frauen - Maria Gontowicz-Szałas Leichtgewicht: 7. Platz - Katarzyna Juszczak Halbschwergewicht: 7. Platz - Beata Maksymowa Schwergewicht: 5. Platz - Bogusława Olechnowicz Halbmittelgewicht: 20. Platz - Małgorzata Roszkowska Ultraleichtgewicht: 16. Platz |

### Kanu
| Männer - Dariusz Białkowski Kajak-Zweier, 1000 Meter: Bronze - Krzysztof Bieryt Canadier-Einer, Slalom: 27. Platz - Tomasz Darski Canadier-Einer, 1000 Meter: Hoffnungslauf Canadier-Zweier, 500 Meter: Hoffnungslauf - Maciej Freimut Kajak-Zweier, 500 Meter: Silber Kajak-Vierer, 1000 Meter: 6. Platz - Grzegorz Kaleta Kajak-Vierer, 1000 Meter: 6. Platz - Krzysztof Kołomański Canadier-Zweier, Slalom: 10. Platz - Dariusz Koszykowski Canadier-Zweier, 1000 Meter: Hoffnungslauf - Grzegorz Kotowicz Kajak-Einer, 500 Meter: Halbfinale Kajak-Zweier, 1000 Meter: Bronze - Grzegorz Krawców Kajak-Vierer, 1000 Meter: 6. Platz - Wojciech Kurpiewski Kajak-Zweier, 500 Meter: Silber Kajak-Vierer, 1000 Meter: 6. Platz - Zbigniew Miązek Canadier-Einer, Slalom: 15. Platz - Grzegorz Sarata Canadier-Einer, Slalom: 13. Platz - Andrzej Sołoducha Canadier-Zweier, 500 Meter: Hoffnungslauf - Michał Staniszewski Canadier-Zweier, Slalom: 10. Platz - Mariusz Walkowiak Canadier-Einer, 500 Meter: Halbfinale Canadier-Zweier, 1000 Meter: Hoffnungslauf | Frauen - Izabela Dylewska-Światowiak Kajak-Einer, 500 Meter: Bronze Kajak-Zweier, 500 Meter: 6. Platz - Bogusława Knapczyk Kajak-Einer, Slalom: 19. Platz - Elżbieta Urbańczyk Kajak-Zweier, 500 Meter: 6. Platz |

### Leichtathletik
| Männer - Leszek Bebło Marathon: 20. Platz - Eugeniusz Bedeniczuk Dreisprung: 12. Platz - Roman Golanowski Weitsprung: 29. Platz in der Qualifikation - Andrzej Grabarczyk Dreisprung: 34. Platz in der Qualifikation - Jan Huruk Marathon: 7. Platz - Robert Korzeniowski 20 Kilometer Gehen: DNF 50 Kilometer Gehen: disqualifiziert - Artur Partyka Hochsprung: Bronze - Wiesław Perszke Marathon: 21. Platz - Piotr Piekarski 800 Meter: disqualifiziert im Halbfinale - Paweł Woźniak 400 Meter Hürden: Vorläufe | Frauen - Małgorzata Birbach Marathon: 26. Platz - Anna Brzezińska 1500 Meter: Halbfinale - Krystyna Danilczyk-Zabawska Kugelstoßen: 10. Platz - Beata Hołub Hochsprung: 17. Platz in der Qualifikation - Donata Jancewicz Hochsprung: 10. Platz - Agata Jaroszek-Karczmarek Weitsprung: 10. Platz - Beata Kaczmarska 10 Kilometer Gehen: 17. Platz - Maria Kamrowska Siebenkampf: 10. Platz - Katarzyna Majchrzak Hochsprung: 23. Platz in der Qualifikation - Wanda Panfil Marathon: 22. Platz - Genowefa Patla Speerwurf: 19. Platz in der Qualifikation - Katarzyna Radtke 10 Kilometer Gehen: 11. Platz - Małgorzata Rydz 1500 Meter: 7. Platz - Urszula Włodarczyk Siebenkampf: 8. Platz |

### Moderner Fünfkampf
Männer
- Maciej Czyżowicz
Einzel: 19. Platz
Mannschaft: Gold

- Dariusz Goździak
Einzel: 10. Platz
Mannschaft: Gold

- Arkadiusz Skrzypaszek
Einzel: Gold 
Mannschaft: Gold

### Radsport
Männer
- Dariusz Baranowski
100 Kilometer Mannschaftszeitfahren: 6. Platz

- Robert Karśnicki
4000 Meter Einerverfolgung: 13. Platz

- Grzegorz Krejner
1000 Meter Zeitfahren: 20. Platz

- Marek Leśniewski
100 Kilometer Mannschaftszeitfahren: 6. Platz

- Jacek Mickiewicz
Straßenrennen: 22. Platz

- Wojciech Pawłak
Punktefahren: 12. Platz

- Zbigniew Piątek
Straßenrennen: 55. Platz

- Grzegorz Piwowarski
100 Kilometer Mannschaftszeitfahren: 6. Platz

- Andrzej Sypytkowski
Straßenrennen: 6. Platz
100 Kilometer Mannschaftszeitfahren: 6. Platz

### Reiten
- Arkadiusz Bachur
Vielseitigkeitsreiten, Einzel: 50. Platz
Vielseitigkeitsreiten, Mannschaft: 9. Platz

- Bogusław Jarecki
Vielseitigkeitsreiten, Einzel: 42. Platz
Vielseitigkeitsreiten, Mannschaft: 9. Platz

- Jacek Krukowski
Vielseitigkeitsreiten, Einzel: 33. Platz
Vielseitigkeitsreiten, Mannschaft: 9. Platz

- Piotr Piasecki
Vielseitigkeitsreiten, Einzel: 35. Platz
Vielseitigkeitsreiten, Mannschaft: 9. Platz

### Rhythmische Sportgymnastik
Frauen
- Eliza Białkowska
Einzel: 15. Platz

- Joanna Bodak
Einzel: 7. Platz

### Ringen
Männer
- Jerzy Choromański
Superschwergewicht, griechisch-römisch: 9. Platz

- Marek Garmulewicz
Halbschwergewicht, Freistil: 7. Platz

- Dariusz Grzywiński
Federgewicht, Freistil: 3. Runde

- Robert Kostecki
Mittelgewicht, Freistil: 2. Runde

- Tomasz Kupis
Superschwergewicht, Freistil: 2. Runde

- Andrzej Radomski
Schwergewicht, Freistil: 5. Platz

- Piotr Stępień
Mittelgewicht, griechisch-römisch: Silber

- Stanisław Szostecki
Halbfliegengewicht, Freistil: 3. Runde

- Józef Tracz
Weltergewicht, griechisch-römisch: Silber

- Krzysztof Walencik
Weltergewicht, Freistil: 5. Platz

- Ryszard Wolny
Leichtgewicht, griechisch-römisch: 7. Platz

- Andrzej Wroński
Schwergewicht, griechisch-römisch: 4. Platz

- Włodzimierz Zawadzki
Federgewicht, griechisch-römisch: 4. Platz

### Rudern
Männer
- Kajetan Broniewski
Einer: Bronze

- Andrzej Krzepiński & Andrzej Marszałek
Doppelzweier: 5. Platz

- Piotr Basta, Tomasz Mruczkowski & Bartosz Sroga
Zweier mit Steuermann: 7. Platz

- Piotr Bujnarowski, Marek Gawkowski, Jarosław Janowski & Cezary Jędrzycki
Doppelvierer: 11. Platz

- Michał Cieślak, Wojciech Jankowski, Maciej Łasicki, Jacek Streich & Tomasz Tomiak
Vierer mit Steuermann: Bronze

### Schießen
| Männer - Tadeusz Czerwiński Kleinkaliber, Dreistellungskampf: 14. Platz Kleinkaliber, liegend: 18. Platz - Paweł Hadrych Luftpistole: 29. Platz - Adam Kaczmarek Schnellfeuerpistole: 7. Platz - Robert Kraskowski Luftgewehr: 13. Platz - Jacek Kubka Kleinkaliber, Dreistellungskampf: 35. Platz Kleinkaliber, liegend: 43. Platz - Krzysztof Kucharczyk Schnellfeuerpistole: 4. Platz - Jerzy Pietrzak Luftpistole: 6. Platz Freie Pistole: 9. Platz | Offene Klasse - Dorota Chytrowska-Mika Skeet: 25. Platz | Frauen - Małgorzata Książkiewicz Luftgewehr: 23. Platz Kleinkaliber, Dreistellungskampf: Bronze - Julita Macur Luftpistole: 39. Platz Sportpistole: 8. Platz - Renata Mauer-Różańska Luftgewehr: 17. Platz Kleinkaliber, Dreistellungskampf: 14. Platz - Mirosława Sagun Luftpistole: 8. Platz |

### Schwimmen
| Männer - Piotr Albiński 1500 Meter Freistil: 9. Platz 4 × 200 Meter Freistil: 13. Platz - Krzysztof Cwalina 50 Meter Freistil: 18. Platz 100 Meter Freistil: 35. Platz 4 × 200 Meter Freistil: 13. Platz - Konrad Gałka 100 Meter Schmetterling: 55. Platz 200 Meter Schmetterling: 18. Platz - Igor Łuczak 200 Meter Lagen: 29. Platz 400 Meter Lagen: 20. Platz - Marcin Maliński 200 Meter Lagen: 20. Platz 400 Meter Lagen: 14. Platz - Mariusz Podkościelny 400 Meter Freistil: 15. Platz 1500 Meter Freistil: 10. Platz 4 × 200 Meter Freistil: 13. Platz - Rafał Szukała 100 Meter Schmetterling: Silber 200 Meter Schmetterling: 4. Platz - Artur Wojdat 200 Meter Freistil: 4. Platz 400 Meter Freistil: 4. Platz 4 × 200 Meter Freistil: 13. Platz | Frauen - Małgorzata Galwas 100 Meter Rücken: 29. Platz 200 Meter Rücken: 26. Platz - Magdalena Kupiec 100 Meter Brust: 10. Platz 200 Meter Brust: 15. Platz - Alicja Pęczak 100 Meter Brust: 11. Platz 200 Meter Brust: 8. Platz 200 Meter Lagen: 11. Platz - Ewa Synowska 200 Meter Schmetterling: 11. Platz 200 Meter Lagen: 8. Platz 400 Meter Lagen: 8. Platz - Anna Uryniuk 100 Meter Schmetterling: 22. Platz 200 Meter Schmetterling: 12. Platz - Marta Włodkowska 200 Meter Rücken: 38. Platz 400 Meter Lagen: 24. Platz |

### Segeln
| Männer - Piotr Olewiński Windsurfen: 28. Platz - Marek Chocian & Zdzisław Staniul 470er: 21. Platz | Frauen - Joanna Burzyńska Windsurfen: 9. Platz |

### Tennis
Frauen
- Katarzyna Nowak
Einzel: 1. Runde

- Magdalena Mróz & Katarzyna Teodorowicz
Doppel: 1. Runde

### Tischtennis
Männer
- Andrzej Grubba
Einzel: Sechzehntelfinale
Doppel: Gruppenphase

- Leszek Kucharski
Doppel: Gruppenphase

- Piotr Skierski
Einzel: Gruppenphase

### Wasserspringen
Männer
- Grzegorz Kozdrański
Kunstspringen: 32. Platz in der Qualifikation
Turmspringen: 22. Platz in der Qualifikation